# Battaglia di Sedgemoor
La battaglia di Sedgemoor fu combattuta il 6 luglio 1685 presso Westonzoyland vicino a Bridgwater nel Somerset, a sud ovest dell'Inghilterra tra le truppe ribelli del duca James Scott e l'esercito regio di Giacomo II Stuart.

## Premesse storiche
Poco dopo l'incoronazione di Giacomo II a re d'Inghilterra, il sovrano si vide costretto ad affrontare una ribellione che divenne nota con il nome di ribellione di Monmouth. I membri del partito Whig che qualche anno prima avevano organizzato la congiura di Rye House per assassinare re Carlo II d'Inghilterra e Giacomo, erano stati in larga parte esiliati nei Paesi Bassi. Tra loro i due personaggi di maggiore rilievo erano James Scott, figlio illegittimo di Carlo II e Archibald Campbell, conte di Argyll.
Tuttavia questo gruppo era disomogeneo e male organizzato; quando Giacomo divenne re pensarono fosse giunto il momento adatto per colpire, ma impiegarono sei mesi a organizzare le loro forze. Alla fine decisero che l'attacco si sarebbe diviso in due parti: l'una comandata da Argyll che sarebbe sbarcata in Scozia, dove il conte poteva contare su una vasta clientela e sull'appoggio del Clan Campbell, e l'altra, guidata da Monmouth che invece avrebbe iniziato la sua marcia su Londra dalla zona occidentale del regno. La spedizione di Argyll ebbe vita breve: il conte fu catturato presso il piccolo villaggio scozzese di Inchinnan il 18 giugno 1685. Portato prigioniero presso Edimburgo, venne condannato a morte per tradimento il 30 giugno.

## La battaglia e le conseguenze
Monmouth invece sbarcò nella città puritana di Lyme l'11 giugno. Reclutò in fretta oltre quattromila uomini tra artigiani e contadini e qualche giorno dopo si proclamò re. L'esercito del duca si mise in marcia, finché non giunse in vista dell'esercito regio, composto perlopiù da milizie locali e quindi mercenarie guidate da John Churchill e dal duca di Grafton. Il 6 luglio, di notte, Monmouth diede alle truppe l'ordine di attaccare a sorpresa. Nello scontro che seguì, la battaglia di Sedgemoor, le truppe di Giacomo II respinsero senza difficoltà l'assalto dei ribelli e riuscirono persino a catturare il duca di Monmouth.
Il duca fu portato a Londra, dove supplicò vanamente lo zio di risparmiargli la vita. Giacomo II confermò la condanna a morte per tradimento del duca, che venne giustiziato il 15 luglio all'interno della Torre di Londra. Molti dei suoi seguaci, catturati in seguito alla battaglia, furono affidati al giudizio di George Jeffreys, sommo giudice noto per la severità delle sue condanne. Oltre trecento sostenitori di Monmouth vennero giustiziati e circa cento furono deportati nelle Indie occidentali.